# Furious 7 (trilha sonora)
Furious 7 Original Motion Picture Soundtrack é a trilha Sonora do filme de 2015 Furious 7. Foi lançado em formato digital e físico em 17 de março de 2015.

## Performance comercial
O álbum estreou na decima sétima posição Billboard 200. Mais tarde o álbum chegou a segunda posição na Billboard 200, com 74 mil unidades na semana (33 mil cópias de puras de vendas de álbuns tradicionais) atras de quarto álbum de estúdio, The Album About Nothing, do rapper estadunidense Wale. O álbum finalmente chegou ao número um no Estados Unidos em sua quarta semana, vendendo 111 mil cópias (58 mil cópias de vendas de álbuns tradicionais) impulsionado pela popularidade e aumento nas vendas de seu single, "See You Again" (que também foi número um na Billboard Hot 100 na mesma semana).

## Faixas
- Furious 7: Original Motion Picture Soundtrack - Edição padrão no Estados Unidos[5]

1. "Ride Out" (Kid Ink, Tyga, Wale, YG & Rich Homie Quan) - 3:32
2. "Off-Set" (T.I. & Young Thug) - 3:13
3. "How Bad Do You Want It (Oh Yeah)" (Sevyn Streeter) - 3:44
4. "Get Low" (Dillon Francis & DJ Snake) - 3:33
5. "Go Hard or Go Home" (Wiz Khalifa & Iggy Azalea) - 3:52
6. "My Angel" (Prince Royce) - 3:10
7. "See You Again" (Wiz Khalifa com a participação de Charlie Puth) - 3:49
8. "Payback" (Juicy J, Kevin Gates, Future, & Sage the Gemini) - 3:58
9. "Blast Off" (David Guetta & Kaz James) - 3:08
10. "Six Days" (Remix) (DJ Shadow com a participação de Mos Def) - 3:52
11. "Ay Vamos" (J Balvin com a participação de French Montana & Nicky Jam) - 4:55
12. ""G.D.F.R." (Noodles Remix) (Flo Rida com a participação de Sage the Gemini & Lookas) - 4:23
13. "Turn Down for What" (DJ Snake & Lil Jon) - 3:34
14. "Meneo" (Fito Blanko) - 3:44
15. "I Will Return" (Skylar Grey) - 3:56
16. "Whip" (Famous to Most) - 3:41 (Faixa bônus)
17. "Hamdulillah" (The Narcicyst com a participação de Shadia Mansour) - 3:25 (não incluída)

## Desempenho nas paradas
| Paradas (2015)                               | Melhor posição |
| -------------------------------------------- | -------------- |
| Alemanha (Offizielle Deutsche Charts)        | 3              |
| Austrália (ARIA)                             | 3              |
| Áustria (Ö3 Austria Top 40)                  | 4              |
| Bélgica (Ultratop Flandres)                  | 37             |
| Bélgica (Ultratop Valônia)                   | 58             |
| Canadá (Billboard)                           | 2              |
| Espanha (PROMUSICAE)                         | 65             |
| Estados Unidos (Billboard 200)               | 1              |
| Estados Unidos (Top R&B/Hip Hop Albums)      | 1              |
| Estados Unidos (Billboard Soundtrack Albums) | 1              |
| Estados Unidos (Top Tastemaker Albums)       | 2              |
| Hungria (MAHASZ)                             | 11             |
| Itália (FIMI Compilation Albums)             | 7              |
| Nova Zelândia (RMNZ)                         | 8              |
| Noruega (VG-lista)                           | 36             |
| Países Baixos (Dutch Charts)                 | 39             |
| Reino Unido (UK Compilation Albums Chart)    | 2              |
| Suíça (Schweizer Hitparade)                  | 1              |